# The League of Gentlemen
The League of Gentlemen – krótkotrwały brytyjski zespół muzyczny powołany do życia przez Roberta Frippa w 1980 roku i w tym samym roku rozwiązany (po nagraniu jedynej płyty, zatytułowanej nazwą zespołu, a wydanej w 1981 roku).

## Historia
W 1980 roku Fripp powołał do życia zespół The League of Gentlemen, którego nazwa nawiązywała do jego wczesnego zespołu rock and rollowego, założonego jeszcze w latach 60. XX wieku (w skład tamtej formacji wchodził również inny przyszły członek King Crimson, Gordon Haskell). Skład zespołu obok Frippa grającego na gitarze tworzyli: Barry Andrews (organy), Sara Lee (gitara basowa) i Johnny Toobad (perkusja). Między 10 kwietnia a 29 listopada 1980 roku zespół zagrał siedemdziesiąt siedem koncertów w Anglii, Europie i Ameryce 22 lipca spoistość zespołu zaczęła się rozpadać. Podczas siedmiodniowa sesji nagraniowej zarejestrowano tylko dwa utwory, „Heptaparaparshinokh” i „Dislocated”. 23 listopada w Manchesterze, podczas ostatniej brytyjskiej trasy zespołu, zwolniony został Jonny Toobad; zastąpił go perkusista Kevin Wilkinson. Z nim zespół zagrał jeszcze pięć brytyjskich koncertów i nagrał większą część albumu The League of Gentlemen. Pod koniec roku zespół został rozwiązany.

### Album
Zarejestrowany album, The League of Gentlemen, został wydany w 1981 roku (później został połączony z albumem God Save the Queen/Under Heavy Manners na kompilacji God Save the King. Utwory „Inductive Resonance”, „Minor Man” i „Hg Wells” były próbą nawiązania przez Frippa do przemian zachodzących w muzyce rockowej przelomu lat 70. i 80.. Choć utrzymywał on, że album zawiera muzykę prostą i bezpretensjonalną, to zdaniem krytyka Erica Tamma partie gitarowe w utworach „Inductive Resonance” i „HG Wells” należą do najambitniejszych i najtrudniejszych w karierze Frippa.
Po latach, w 1996 roku pojawił się album koncertowy zespołu, nagrany w 1980 roku i zatytułowany Thrang Thrang Gozinbulx. 

## Dyskografia

### Albumy

#### Albumy studyjne
Lista według Discogs:
- The League of Gentlemen (1981)
- Thrang Thrang Gozinbulx (1996)
- September 21, 1980 - Royal Exeter, Bournemouth, UK (2005)
- May 23, 1980 - Rotation, Hannover Germany (2010)
- Bataclan, Paris, France - May 14, 1980 (2012)

#### Albumy kompilacyjne
- The League Of Gentlemen / Let The Power Fall (1981)
- God Save The King (1985)